# Itim, les rites de mai
Pour plus de détails, voir Fiche technique et Distribution.
Itim est un film philippin réalisé par Mike De Leon, sorti en 1976. Le titre alternatif Les Rites de mai est parfois utilisé en plus du titre original.

## Fiche technique
Sauf indication contraire, les informations mentionnées dans cette section peuvent être confirmées par la base de données cinématographiques IMDb,  présente dans la section « Liens externes ».
- Titre original et français : Itim[1]
- Titre alternatif français : Les Rites de mai (utilisé en plus du titre original)[2],[3]
- Réalisation : Mike De Leon
- Scénario : Clodualdo del Mundo Jr. et Gil Quito
- Photographie : Ely Cruz et Rody Lacap
- Montage : Ike Jarlego Jr.
- Musique : Max Jocson
- Pays de production :  Philippines
- Format : couleur — 35 mm[1] — 1,85:1 — son mono
- Genre : drame
- Durée : 105 minutes
- Date de sortie : 1976

## Distribution
- Charo Santos-Concio : Teresa
- Tommy Abuel : Jun
- Mario Montenegro : docteur Torres
- Mona Lisa (en) : Aling Pining
- Sarah K. Joaquin : Aling Angelina
- Susan Valdez-LeGoff : Rosa
- Moody Diaz : Aling Bebeng

## Distinctions

### Sélections
- Festival des 3 Continents 1981 : sélection en section Panorama du cinéma philippin[2],[4]
- Festival de Cannes 2022 : Cannes Classics[5]
- L'Étrange Festival 2022 : Focus Mike De Leon[6],[7]